# Wahlenbergia matthewsii
Wahlenbergia matthewsii là loài thực vật có hoa trong họ Hoa chuông. Loài này được Cockayne miêu tả khoa học đầu tiên năm 1914 publ. 1915.